# Diamond Bar
Diamond Bar és una ciutat dels Estats Units a l'estat de Califòrnia. Segons el cens del January 1, 2008 tenia 60.360 habitants.

## Demografia
Segons el cens del 2000, Diamond Bar tenia 56.287 habitants, 17.651 habitatges, i 14.809 famílies. La densitat de població era de 1.472,4 habitants/km².
Dels 17.651 habitatges en un 44,4% hi vivien nens de menys de 18 anys, en un 68,3% hi vivien parelles casades, en un 11,1% dones solteres, i en un 16,1% no eren unitats familiars. En el 12,5% dels habitatges hi vivien persones soles el 2,7% de les quals corresponia a persones de 65 anys o més que vivien soles. El nombre mitjà de persones vivint en cada habitatge era de 3,18 i el nombre mitjà de persones que vivien en cada família era de 3,47.
Per edats la població es repartia de la següent manera: un 27% tenia menys de 18 anys, un 8,8% entre 18 i 24, un 29,6% entre 25 i 44, un 27,2% de 45 a 60 i un 7,5% 65 anys o més.
L'edat mediana era de 36 anys. Per cada 100 dones de 18 o més anys hi havia 92 homes.
La renda mediana per habitatge era de 82.932 $ i la renda mediana per família de 99.987 $. Els homes tenien una renda mediana de 51.059 $ mentre que les dones 37.002 $. La renda per capita de la població era de 33.472 $. Entorn del 5% de les famílies i el 6% de la població estaven per davall del llindar de pobresa.

## Poblacions més properes
El següent diagrama mostra les poblacions més properes.